# Isaac Roberts
Isaac Roberts (27 de janeiro de 1829 — 17 de julho de 1904)  foi um engenheiro e empresário galês.
Astrônomo amador, pioneiro no campo da astrofotografia de nebulosas. Foi membro da Sociedade Astronômica de Liverpol e da Sociedade Geológica de Londres. Foi laureado com a Medalha de Ouro da Royal Astronomical Society de 1895.

## Prémios e honrarias
- 1895 - Medalha de Ouro da Royal Astronomical Society[2]